# Regicídio

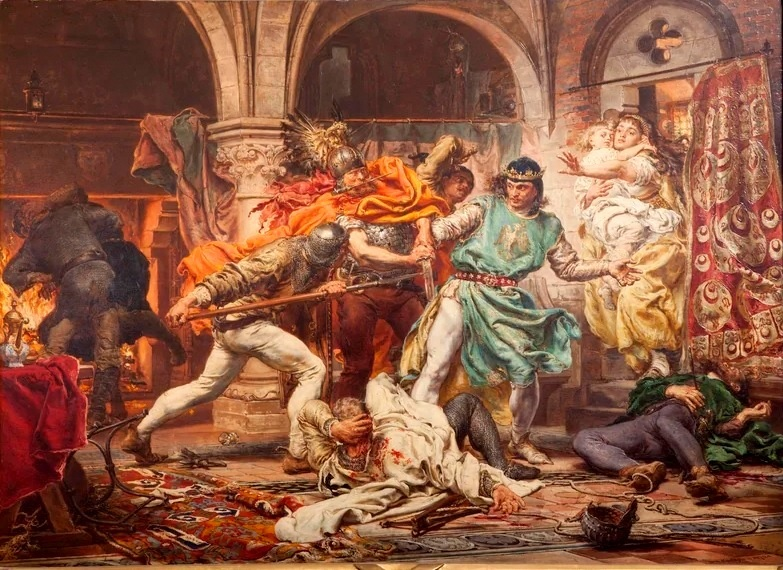
Morte do Rei Przemysl II

Regicídio (em latim: regis "do rei" + cida "assassino" ou cidium "matando") é o assassinato de um rei, seu consorte, de um príncipe herdeiro ou de outras formas de regentes, como presidentes e primeiros-ministros.

## Casos famosos
- Filipe II da Macedónia, pai de Alexandre, o Grande (336 a.C.)
- Imperador Cao Mao da China (260)
- Dagoberto II (679)
- Henrique III de França (1589), tal como o de seu primo e sucessor Henrique IV de França (1610)
- Carlos I de Inglaterra durante a Revolução inglesa (1649)
- Imperador Pedro III da Rússia (1762)
- Rei Luís XVI de França durante a Revolução Francesa (1793)
- Rei Gustavo III da Suécia (1792)
- Czar Paulo I da Rússia (1801)
- Rei Shaka dos Zulus (1828)
- Czar Alexandre II da Rússia (1881)
- Xá Naceradim Xá Cajar da Pérsia por Mirza Reza Quermani (1896)
- Imperatriz Isabel da Áustria (Sissi), assassinada pelo anarquista Luigi Lucheni (1898)
- Rei Humberto I da Itália (1900)
- Rei Alexandre I da Sérvia e Rainha Draga Mašin (1903)
- Rei Carlos I de Portugal e do príncipe herdeiro, Luís Filipe de Bragança por Manuel Buíça e Alfredo Costa (1908)
- Rei Jorge I da Grécia por Alexandros Schinas (1913)
- Arquiduque Francisco Fernando, herdeiro do Império Austro-húngaro, e que desencadeou a Primeira Guerra Mundial (1914)
- Czar Nicolau II da Rússia e toda a sua família, durante a Revolução russa (1918)
- Rei Alexandre I da Iugoslávia (1934)
- Rei Faiçal II do Iraque por fuzilamento (1958)
- Rei Faiçal da Arábia Saudita pelo seu sobrinho Faiçal ibne Muçade (1975)
- Rei Birendra do Nepal pelo seu filho Dipendra (2001)